# 戈勒克布爾

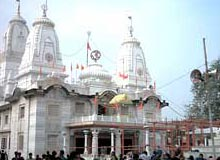

戈勒克布爾是印度的城市，由北方邦負責管轄，位於該國東北部，毗鄰與尼泊爾接壤的邊境，面積3,321平方公里，每年平均降雨量1,228毫米，2011年人口4,436,275。